# Svit
Svit és una ciutat d'Eslovàquia. Es troba a la regió de Prešov, al nord del país.

## Història
La primera referència escrita de la vila data del 1946.

## Demografia
| Godina             | 1994 | 2004   | 2014   | 2024   |
| ------------------ | ---- | ------ | ------ | ------ |
| Nombre de persones | 7563 | 7460   | 7739   | 7717   |
| Diferència         |      | −1,36% | +3,73% | −0,28% |

| Godina             | 2023 | 2024   |
| ------------------ | ---- | ------ |
| Nombre de persones | 7686 | 7717   |
| Diferència         |      | +0,40% |

## Ciutats agermanades
- Třebová, República Txeca
- Knurów, Polònia